# جوناس اولسون (لاعب كرة قدم)
جوناس اولسون (بالسويدية: Jonas Olsson)‏ (21 مارس 1990 بالسويد - ) هو لاعب كرة قدم سويدي في مركز الدفاع. لعب مع غيفلي ونادي ديجرفورس وCarlstad United BK ‏.

## وصلات خارجية
- جوناس اولسون على موقع اتحاد السويد (السويدية)
- جوناس اولسون على موقع قاعدة بيانات كرة القدم.إي يو (الإنجليزية)
- جوناس اولسون على موقع Soccerway.com (الإنجليزية)